# Marzana (Verona)
Marzana (Marsana in dialetto locale) è una frazione della città di Verona situata a nord-est di quest'ultima, nella Valpantena. Si trova tra i paesi di Quinto e Grezzana, comune con cui confina, a circa 6,71 km di distanza dal centro di Verona. Era compresa nel comune di Quinto di Valpantena (soppresso nel 1927) fino agli anni venti del XX secolo. Attualmente fa parte della Circoscrizione 8 del Comune di Verona.

## Geografia fisica
Marzana dista 6,71 chilometri da Verona. Geograficamente si situa nel mezzo della Valpantena, ai piedi dei monti Lessini. 
Si trova sulla direttrice che porta ad Erbezzo (da cui dista 20 chilometri, attraversando i centri abitati di Stallavena e Lugo) e a Bosco Chiesanuova (da cui dista 16,7 chilometri, attraversando i centri abitati di Stallavena, Rosaro e Cerro Veronese). 
Proprio questa strada, che nel tratto passante per Marzana prende il nome di Via Valpantena, consente di dividere il paese in due zone distinte:
- Zona residenziale: situata sul versante ovest della valle ai piedi della collina. Qui si trovano la chiesa di Ognissanti, con relativa piazza, l'Ospedale, le fermate dell'autobus ed il Giardino Officinale.
- Zona industriale: ad est della strada, fulcro dell'attività economica del paese.

Il paese è attraversato dalla strada provinciale SP6 che mette in comunicazione i paesi di Quinto e Stallavena. Si trova ad un'altitudine di 114 m s.l.m. e presenta un grado di sismicità di livello 3 (sismicità bassa).

## Storia
Nei primi due secoli dopo Cristo, alcune famiglie romane appartenenti alla classe patrizia, decisero di dedicare un'ampia area della periferia di Verona (colonia romana già dall'89 a.C.) al culto degli dei e dei defunti. Su questo spazio sacro sorse la Valpantena, ovvero la " valle degli dei". Il paese di Marzana nacque diversi anni dopo sui resti di un tempio pagano dedicato a Marte, il dio della guerra e dei duelli, da cui il nome Marcius (Marzana). Nel territorio è stata ritrovata traccia di antichi acquedotti romani e di una villa romana della Gens Valeria.

## Corsi d'acqua

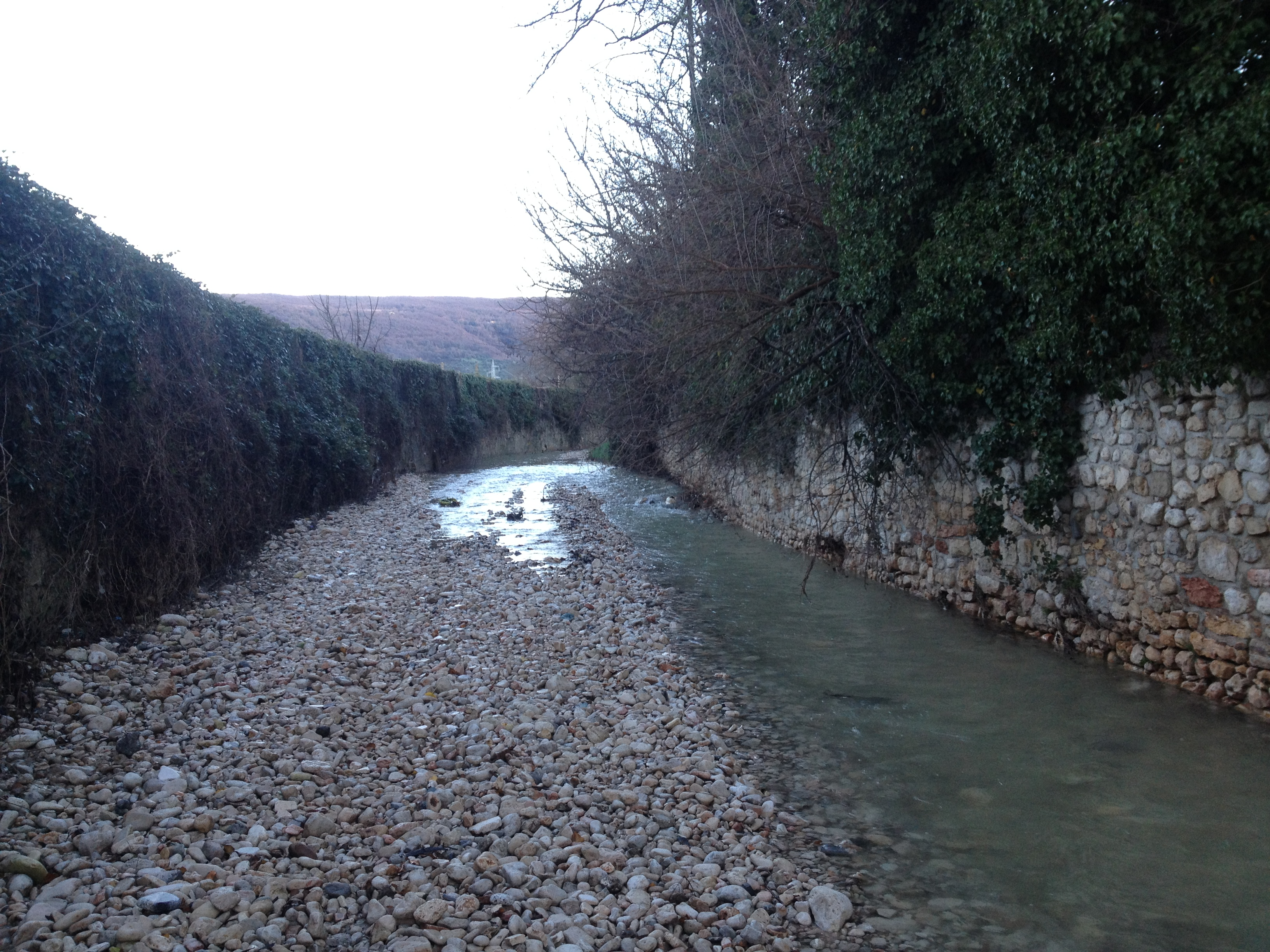
Il progno Pantena nel suo tratto passante per Marzana

Marzana è attraversata, nel suo confine più a est,  dal progno Pantena che lo separa dal vicino paese di Sezano. Questo torrente origina presso le incisioni del Monte Tomba, nella catena dei monti Lessini, per terminare nel fiume Adige. Oggigiorno il flusso d'acqua è diventato incostante; si alternano periodi di secca e periodi piena a seconda delle quantità di precipitazioni.

## Luoghi di interesse
Nella frazione di Marzana ci sono svariati luoghi di interesse:
- Il Giardino Officinale: gestito dalla Fondazione L'Ancora il Giardino Officinale Orto Botanico ospita numerose specie di piante e animali tra cui due bellissimi lama, Kuzco e Pacha.
- La Chiesa di Ognissanti: risalente al 921 d.C. la Chiesa si trova su una altura dalla quale domina il paese. Le sue antiche origini romane la rendono il monumento più importante del paese e un centro di incontro per i parrocchiani.
- Il Parco Giochi: in Via Monte Pastello 2 è situato il Parco Giochi Comunale dove durante la stagione calda ragazzi e bambini si ritrovano per giocare all'ombra dei pini marittimi.
- Piazza Postojali: è la piazza più grande del paese dove è situato anche il monumento ai caduti, negli anni la piazza ha ospitato la sagra locale, ora è un parcheggio libero.
- L'Ospedale: fu in passato (dal 1880 al 1990) un ospedale psichiatrico, ora è parte della ULSS Scaligera 9 ed ospita la Breast Unit, Farmacia, Medicina Fisica e Riabilitazione, Radiologia.